# 加藤晴彦
加藤 晴彦（かとう はるひこ、1975年〈昭和50年〉5月13日 - ）は、日本の俳優、タレント、司会者。愛知県名古屋市出身。プラチナムプロダクション所属。日本福祉大学中退。

## 経歴

### 生い立ち
愛知県名古屋市生まれ。モノマネ芸人のコロッケとは遠い親戚である。
中高一貫校である名古屋大学教育学部附属中学校に入学。その後同高校にも進学。
1989年、テレビドラマ 『中学生日記』（NHK教育）に、生徒役として出演。また、1991年には、テレビドラマ 『前畑がんばれ』（NHK総合）で、主演の清水美砂の息子役を演じた。

### 本格デビュー後
1993年、高校時代の同級生からの誘いで応募した、第6回「ジュノン・スーパーボーイ・コンテスト」で審査員特別賞を受賞。翌年放送のテレビドラマ 『アリよさらば』(TBSテレビ) への出演で、本格的に芸能界デビューした。デビュー当時の所属事務所はサンミュージックプロダクション。
1995年には、朝の連続テレビ小説 『走らんか!』（NHK総合）で主人公の親友、白水悦夫役を演じ、その翌年にはスポーツ用品販売会社「アルペン」のCMに出演し、広く知られるようになった。
2001年、映画『回路』で映画初主演。同年、ドラマ『早乙女タイフーン』（テレビ朝日）でドラマ初主演。2006年3月、番組開始から務めていたバラエティ番組『あいのり』（フジテレビ）へのMCとしての出演が終了した。このころから、加藤自身多忙を極めていたため精神的に参ってしまい、仕事をセーブするようになる。
2009年4月、1995年から所属していたロングブリッジから、アミューズへと移籍。その後はアミューズとは契約が終了、プラチナムプロダクションに移籍。
2014年7月末に、2年間交際した名古屋市在住の一般女性と結婚。
2016年5月6日放送のトークバラエティ番組『快傑えみちゃんねる』（関西テレビ）の番組内で、第1子女児の誕生を報告した。

## 人物・エピソード
自分から情報を発信することが苦手なため、ブログやSNS等のアカウントをもっていない。また、アナログ的な部分がありガラケーを使用しているほど。

### 私生活
親交のある芸能人として、ジュノンボーイコンテストで知り合い地元が近かった岐阜県出身の伊藤英明や、バラエティ番組『どうぶつ奇想天外!』で共演したみのもんた、グルメバラエティ番組『PS』（中京テレビ）で共演した高田純次らがいる。また、同時期にラジオ番組『オールナイトニッポン』（ニッポン放送）を担当し「オールナイト三兄弟」と呼ばれていた、福山雅治 や西川貴教。歌手としてデビューする前から親しい浜崎あゆみなどと交友がある。

### 地元名古屋について
名古屋出身であることを誇りに思っており、東京で活動していた時期も多くのレギュラー番組を在名局で抱えていた。
言葉の端々に名古屋弁を使用するとともに、「名古屋の女性が選ぶ抱かれたい男No.1」にも選ばれたことがある。
2021年現在は、名古屋市で家族と生活している。

### 中日ファンとしてのエピソード
中日ドラゴンズの大ファンで、球団外広報も務めている。 同じく球団外広報を務める峰竜太とも親交がある。捕手として始球式に出たこともある。
憧れの選手は立浪和義で、親交関係が深い。不定期で出演する情報番組『スーパーサタデー』（東海テレビ）内の「ドラゴンズHOTスタジオ」の春季キャンプ取材などでは、必ず立浪選手のもとを訪れる。いずれ立浪が中日ドラゴンズの監督になってくれることを夢見ていたが、2021年オフに球団から正式に監督要請を受諾したことで現実となった。立浪とは現在はオフシーズンに草野球をしたり、一緒に食事へ行ったりするほどの仲である。立浪の引退セレモニーにも参加した。

## 受賞歴
- 2000年 - 「エランドール賞」新人賞[1]

## 出演

### 映画
- 今日から俺は!!（1994年）
- すももももも（1995年） - 保 役
- 「物陰に足拍子」より MIDORI（1996年） - 伊藤シュン 役
- 卓球温泉（1998年）
- 天使に見捨てられた夜（1999年） - コンビニ店員役
- アナザヘヴン（2000年） - 幕田ユウジ 役
- 月（2000年）
- 回路（2001年2月） - 主演・川島亮介 役
- AIKI（2002年） - 主演・芦原太一 役
- トレジャー・プラネット（2003年） - ジム 役 ※日本語吹き替え
- レディ・ジョーカー（2004年） - 松戸陽吉 役
- LOFT ロフト（2006年）
- 龍が如く 劇場版（2007年） - 一輝 役
- 口裂け女（2007年） - 松崎昇 役

### テレビドラマ
- 中学生日記（NHK教育 → Eテレ）
  - （1989年 - 1991年） - 生徒 役
  - （2011年 - 2012年） - 花屋 役
- 前畑がんばれ（1991年、NHK総合）
- アリよさらば（1994年4月 - 7月、TBSテレビ） - 関根健二 役
- 半熟卵（1994年10月 - 12月、フジテレビ） - 本木光児 役
- 連続テレビ小説 走らんか!（1995年10月 - 1996年3月、NHK総合） - 白水悦夫 役
- Change!（1995年7月 - 9月、テレビ朝日） - 中西洋一 役
- 土曜ワイド劇場 「俺たちの銀行強盗」（1996年1月6日、テレビ朝日） - 室田孝明 役
- 木曜の怪談 魔法のキモチ（1996年1月 - 3月、フジテレビ） - たかし 役
- 闇のパープル・アイ（1996年7月 - 9月、テレビ朝日） - 水島慎也 役
- オレゴンから愛 '96（1996年9月6日、フジテレビ）
- 帰ってきたセカンド・チャンス（1996年12月20日、TBSテレビ） - 小沢直基 役
- 友達の恋人（1997年4月 - 6月、TBSテレビ） - 司賢一 役
- 神様、もう少しだけ（1998年7月 - 9月、フジテレビ） - 日比野イサム 役
- 加賀百万石〜母と子の戦国サバイバル（1999年1月3日、NHK総合） - 前田利政 役
- Over Time-オーバー・タイム（1999年1月 - 3月、フジテレビ） - 遠藤和也 役
- ロマンス （1999年4月 - 6月、日本テレビ） - 織田一哉 役
- NHKドラマ館 ご就職（1999年、NHK総合）
- 彼女たちの時代（1999年7月 - 9月、フジテレビ） - 米村美紀夫 役
- アナザヘヴン〜eclipse〜（2000年4月 - 6月、テレビ朝日） - 幕田ユウジ 役
- G-SAVIOUR（2000年、テレビ朝日） - 主演・マーク・カラン 役 ※日本語吹き替え
- 寺内貫太郎一家2000（2000年9月22日、TBSテレビ） - 俊介 役
- Love Story（2001年4月 - 6月、TBSテレビ） - 池谷貢 役
- 早乙女タイフーン（2001年7月 - 9月、テレビ朝日） - 主演・早乙女太風 役
- つま恋（2001年11月24日、NHK）
- 整形美人。（2002年4月 - 6月、フジテレビ） - 竹田良平 役
- 世にも奇妙な物語 秋の特別編 (2002年)「声を聞かせて」（2002年10月3日、フジテレビ） ‐ 主演・加西渉 役
- 刑事☆イチロー（2003年1月 - 3月、TBS） - 主演・鈴木一郎 役
- ファンタズマ〜呪いの館〜 EPISODE4（2004年8月29日・9月5日、テレビ東京） - 田村秀夫 役（友情出演）
- DRAMA COMPLEX「恋人たちの記憶」（2006年7月25日、日本テレビ） - 宗方俊一 役
- 真実の手記 BC級戦犯 加藤哲太郎「私は貝になりたい」（2007年8月24日、日本テレビ） - 野村義直 役
- 屋上のあるアパート[注 1]（2011年3月21日） - 田中幸二 役
- 金曜ロードショー「ANOTHER GANTZ」（2011年4月22日、日本テレビ） - 菊地誠一 役
- 勇者ヨシヒコと魔王の城 第9話（2011年9月2日、テレビ東京） - 牛の角男 役
- 相棒 season11 第5話（2012年11月7日、テレビ朝日） - 滝浪正輝 役
- アイアングランマ（2015年1月 - 2月、NHK BSプレミアム） - 七味平四郎 役
  - アイアングランマ2（2018年6月 - 7月）
- 小さな巨人（2017年4月 - 6月、TBSテレビ） - 中田隆一 役
- あいの結婚相談所 第1話（2017年7月28日、テレビ朝日） - 横田和之 役
- 月曜名作劇場「警視庁南平班〜七人の刑事〜11」（2018年10月29日、TBSテレビ） - 佐藤登 役
- キャスター（2025年4月13日 - 6月15日、TBSテレビ） - 滝本真司 役[15]

### バラエティ・その他
- どうぶつ奇想天外!（1996年10月 - 2007年9月16日、TBSテレビ） ※解答者
- PARTYしようよ・クリスマスSP（1997年12月22日、日本テレビ） ※清水圭、升毅、藤森夕子、三浦早苗の4人と共演。
- PS（2001年10月 - 2013年3月、中京テレビ） ※司会
- 小学生クラス対抗30人31脚（2001年 - 2005年、テレビ朝日） ※大会委員長
- あいのり（1999年10月11日 - 2006年3月20日、フジテレビ） ※司会
- 世界柔道選手権（2003年、フジテレビ） ※大阪大会より中継司会者
- 水10!ココリコミラクルタイプ（2003年10月 - 2006年9月、フジテレビ） ※レギュラー
- 週刊なびTV（2004年4月 - 2006年3月、NHK BS2） ※司会
- スーパーサタデー・ドラゴンズHOTスタジオ（東海テレビ） ※準レギュラー
- 24時間テレビ 「愛は地球を救う」（2006年 - 、日本テレビ） ※中京地区メインパーソナリティー
- 愛知県市町村対抗駅伝競走大会（2006年 - 、東海テレビ） ※毎年ゲスト出演
- スタイルプラス（東海テレビ） ※ゲスト
- 徳光和夫の感動再会"逢いたい"（2006年10月 - 2009年3月、TBSテレビ）
- 名古屋国際女子マラソン（2007・2008年、東海テレビ制作・フジテレビ） ※ゲスト
- おもいッきりイイ!!テレビ（2007年10月 - 2009年3月、日本テレビ） ※火曜日パートナー
- そこが知りたい 特捜!板東リサーチ（2009年9月、CBCテレビ）※ゲスト
- カリフォルニア夢!紀行（2010年12月19日、RKB毎日放送）
- 世紀のワイドショー!ザ・今夜はヒストリー（2011年4月 - 2012年8月、TBS） ※レギュラー（当初はゲスト）
- 本当にエコを考える地球旅行 〜明日へのチカラ〜（2011年6月3日、日本テレビ） ※リポーター
- セカイでニホンGO!（2011年7月14日 - 2011年9月、NHK総合） ※司会
- SPORTS STADIUM FINE（2013年4月 - 2015年9月27日、中京テレビ） ※司会
- 発見!地元ヒストリア 〜僕らの街の明治維新〜（2019年5月31日、テレビ愛知） ※ナレーション[16]
- なるほどプレゼンター!花咲かタイムズ（2025年4月12日、CBCテレビ） ※ゲスト[17][18]

### CM
- アルペン（1996年 - 2015年）
- 東鳩
- ジャックス（1998年 - 1999年）
- マンダム（1998年 - 1999年）
- コカ・コーラ スプライト（1999年）
- デジタルツーカー四国
- ソフトバンクモバイル（旧・J-PHONE四国時代）
- リクルート カーセンサー（2000年）
- 三菱自動車 トッポ・BJ（2000年）
- ハウス食品 ピュアイン・ドリンク（2000年 - 2001年）
  - ピュアイン・かぼちゃのソフトクッキー（2000年）
  - ピュアイン・シルク果汁ドリンク（2000年）
  - ピュアイン・黒ごまのソフトクッキー（2000年 - 2003年）
  - ピュアイン・ブルーベリーのソフトクッキー（2001年 - 2002年）
  - ピュアイン・元気プラス（2002年）
  - ピュアイン・豆乳で作ったショコラケーキ（2002年）
  - ジャック（2002年）
  - ピュアイン・スリムサポートドリンク（2002年）
  - ピュアイン・バナナのソフトクッキー（2002年）
  - ピュアイン・ひとみ想い（2003年）
- オリエントコーポレーション（2001年）
- メガネトップ
- 東京三菱キャッシュワン （2002年 - 2004年）
- ローソン 週刊ローソン（2002年）
- ユーキャン（2003年）
- 環境省 キャンペーン（2003年）
- はるやま商事（2004年）
- ぷっちょ
- 春日井製菓（2004年 - 2007年）

### ミュージックビデオ
- HOME MADE 家族 「サルビアのつぼみ」（2006年1月）
- 福山雅治 「Gang★」

### イベント
- トークショー「名古屋産業大学」

### ラジオ
- 加藤晴彦の@llnightnippon.com（1999年10月5日 - 2001年9月25日　毎週火曜日、ニッポン放送）
- 福山雅治のオールナイトニッポンサタデースペシャル・魂のラジオ（2001年2月24日・7月7日、2002年11月23日）- ゲスト
- ナインティナインのオールナイトニッポン（2008年2月23日、ニッポン放送）俺たちのオールナイトニッポン40時間スペシャル内で放送　- ゲスト
- 荘口彰久のオールナイトニッポンクオーター（2008年2月23日、ニッポン放送）俺たちのオールナイトニッポン40時間スペシャル内で放送　- ゲスト
- ドラ魂キング（2025年4月23日、CBCラジオ）- ゲスト

## 書籍
- 『加藤晴彦オレのセーターbook』(レディブティックシリーズ)ブティック社(1998年)ISBN 978-4834713459 - セーターブック